# Функциональные стили речи
Функциональные стили речи — исторически сложившаяся система речевых средств, используемых в той или иной сфере человеческого общения; разновидность литературного языка, выполняющая определённую функцию в общении.
В лингвистическом энциклопедическом словаре даётся следующее определение функционального стиля: «разновидность литературного языка, в которой язык выступает в той или иной социально значимой сфере общественно-речевой практики людей и особенности которой обусловлены особенностями общения в данной сфере».
В ораторском искусстве, на конец XIX столетия, стиль речи различался, по слушателям или по характеру говорящего и мог быть:
- низкий или дружеский (фамильярный);
- возвышенный или патетический;
- средний[3].

## Характеристика
Функциональные стили, во избежание путаницы с другими значениями слова «стиль», иногда называют языковыми жанрами, функциональными разновидностями языка. Каждый функциональный стиль обладает своими особенностями использования общелитературной нормы, он может существовать как в письменной, так и в устной форме. Традиционно выделяют пять основных разновидностей функциональных стилей речи, различающихся условиями и целями общения в какой-то сфере общественной деятельности: научный, официально-деловой, публицистический, разговорный, художественный. В последнее время ряд учёных говорит о религиозном функциональном стиле, исследования которого в советское время не приветствовались из-за позиции государства относительно религии.

## Научный стиль
Научный стиль — стиль научных сообщений. Сфера использования этого стиля — наука и научные журналы, адресатами текстовых сообщений могут выступать учёные, будущие специалисты, ученики, просто любой человек, интересующийся той или иной научной областью; авторами же текстов данного стиля являются учёные, специалисты в своей области. Целью стиля можно назвать описание законов, выявление закономерностей, описание открытий, обучение и тому подобное.
Основная его функция — сообщение информации, а также доказательство её истинности. Для него характерно наличие малых терминов, общенаучных слов, абстрактной лексики, в нём преобладает имя существительное, немало отвлечённых и вещественных существительных.
Научный стиль существует преимущественно в письменной монологической речи. Его жанры — научная статья, учебная литература, монография и так далее. Стилевыми чертами этого стиля являются подчёркнутая логичность, доказательность, точность (однозначность).

## Официально-деловой стиль
Официально-деловой стиль используется для сообщения, информирования в официальной обстановке (сфера законодательства, делопроизводства, административно-правовой деятельности). Этот стиль служит для оформления документов: законов, приказов, постановлений, распоряжений, характеристик, протоколов, расписок и справок. Сфера применения официально-делового стиля — право, автор — юрист, правовед, дипломат и просто гражданин. Адресуются работы в данном стиле государству, гражданам государства, учреждениям, служащим и так далее, с целью установления административно-правовых отношений.
Этот стиль существует чаще в письменной форме речи, тип речи — преимущественно рассуждение. Вид речи — чаще всего монолог, вид коммуникации — общественная.
Стилевые черты — императивность (долженствующий характер), точность, не допускающая двух толкований, стандартизированность (строгая композиция текста, точный отбор фактов и способов их подачи), отсутствие эмоциональности.
Основная функция официально-делового стиля — информационная (передача информации). Для него характерно наличие речевых клише, общепринятой формы изложения, стандартного изложения материала, широкое использование терминологии и номенклатурных наименований, наличие сложных не сокращенных слов, аббревиатур, отглагольных существительных, преобладание прямого порядка слов.

## Публицистический стиль
Публицистический стиль служит для воздействия на людей через средства массовой информации. Он встречается в жанрах статьи, очерка, репортажа, фельетона, интервью, ораторской речи и характеризуется наличием общественно-политической лексики, логичностью, эмоциональностью.
Этот стиль употребляется в сферах политико-идеологических, общественных и культурных отношений. Информация предназначена не для узкого круга специалистов, а для широких слоёв общества, причём воздействие направляется не только на разум, но и на чувства адресата.
Для него характерны отвлечённые слова с общественно-политическим значением (гуманность, прогресс, народность, гласность, миролюбивый).
Задача — сообщить информацию о жизни страны, воздействовать на массы, сформировать определённое отношение к общественным делам.
Стилевые черты — логичность, образность, эмоциональность, оценочность, призывность.

## Разговорный стиль
Разговорный стиль служит для непосредственного общения, когда автор делится с окружающими своими мыслями или чувствами, обменивается информацией по бытовым вопросам в неофициальной обстановке. В нём часто используется разговорная и просторечная лексика. Отличается большой смысловой ёмкостью и красочностью, придает речи живость и экспрессивность.
Обычная форма реализации разговорного стиля — диалог, этот стиль чаще используется в устной речи. В нём отсутствует предварительный отбор языкового материала. В этом стиле речи большую роль играют внеязыковые факторы: мимика, жесты, окружающая обстановка.
Языковые средства разговорного стиля: эмоциональность, выразительность разговорной лексики, слова с суффиксами субъективной оценки; употребление неполных предложений, вводных слов, слов-обращений, междометия, модальные частицы, повторы.
Жанры — диалог, личные письма, личные записки, телефон.

## Художественный стиль
Художественный стиль используется в художественной литературе. Он воздействует на воображение и чувства читателя, передаёт мысли и чувства автора, использует всё богатство лексики, возможности разных стилей, характеризуется образностью, эмоциональностью речи.
Эмоциональность художественного стиля отличается от эмоциональности разговорно-бытового и публицистического стилей. Эмоциональность художественной речи выполняет эстетическую функцию. Художественный стиль предполагает предварительный отбор языковых средств; для создания образов используются все языковые средства.
Жанры — эпопея, роман, повесть, рассказ, сказка, басня, ода, гимн, песня, элегия, сонет, эпиграмма, послание, поэма, баллада, трагедия, научно-художественный жанр, комедия.